# Karl von Grolman (General)

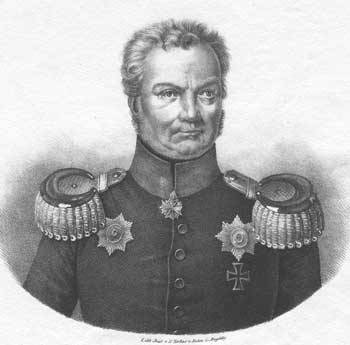
Karl Wilhelm Georg von Grolman (1777–1843) nach einer zeitgenössischen Lithographie

Karl Wilhelm Georg Grolman, ab 1786 von Grolman (* 30. Juli 1777 in Berlin; † 15. September 1843 in Posen) war preußischer General der Infanterie, Chef des Generalstabes und preußischer Reformer.

## Leben

### Herkunft
Karl von Grolman stammte aus der ursprünglich westfälischen, in den preußischen Adelsstand erhobenen Familie Grolman. Sein Vater war der Berliner Obertribunalspräsident und Mitautor des preußischen Allgemeinen Landrechts Heinrich Dietrich von Grolman. Seine Mutter war Maria Susanna, geborene Maercker (1744–1825), die Tochter des Kriminalrats Arnold Georg Maercker († 1758).

### Militärkarriere
Grolman trat am 1. April 1791 in das Infanterieregiment „von Möllendorf“ der Preußischen Armee ein und avancierte bis Anfang April 1797 zum Sekondeleutnant. Ende März 1804 wurde er Premierleutnant von der Armee und Inspektionsadjutant der Berliner Infanterie-Inspektion bei Generalfeldmarschall Möllendorf. Er stieg Ende September 1805 zum Stabskapitän auf und war Mitglied der renommierten Militärischen Gesellschaft in Berlin. Während des Vierten Koalitionskrieges nahm Grolman 1806/07 an der Schlacht bei Auerstedt teil und wurde nach der Niederlage des preußischen Heeres Adjutant des Fürsten von Hohenlohe. Mit Nachrichten an den preußischen König Friedrich Wilhelm III. entsandt, entging Grolman der Kapitulation von Prenzlau und entkam zur Armee nach Ostpreußen. Er fand im Stab des preußischen Korps des Generals L’Estocq Verwendung. In dieser Funktion nahm er am 8. Februar an der Schlacht bei Preußisch Eylau teil und wurde nach der Schlacht bei Heilsberg zum Major befördert.
Nach dem Krieg gehörte Grolman der Militär-Reorganisationskommission von Scharnhorst an und war ab 1. März 1809 als Direktor des ersten Departements des Kriegsministeriums an den Arbeiten zur Reorganisation des Heers beteiligt. Gleichzeitig stieg er zum Chef des neugeschaffenen Militärkabinetts auf.
Da er unbedingt gegen die französische Besatzung Deutschlands kämpfen wollte, nutzte er noch 1809 die Gelegenheit, um in österreichische Dienste zu treten und machte im Korps des Generals von Kienmayer den Feldzug in Franken und Sachsen mit. Dieser Krieg war jedoch nicht erfolgreich, und Grolman flüchtete über England in die spanische Armee (1810), wo er als Major und Kommandeur eines Fremdenbataillons Dienst tat. Er nahm am Krieg gegen die französischen Truppen teil, doch bereits im Januar 1812 wurde er bei der Belagerung Valencias gefangen genommen. Er konnte im Juni in die Schweiz entkommen und begab sich dann von Bayern aus als Student zur Universität in Jena.
Im Frühjahr 1813 wurde Grolman wieder als Major in der preußischen Armee angestellt. Er diente in den folgenden Feldzügen als Generalstabsoffizier in verschiedenen Korps und nahm an den wichtigsten Schlachten der Befreiungskriege bei Großgörschen, Bautzen und an dem Gefecht bei Haynau teil. Nach dem Waffenstillstand von Pläswitz erhielt Grolman seine Beförderung zum Oberstleutnant und einen Posten als Generalstabsoffizier beim II. Armeekorps. In der Schlacht bei Kulm wurde er schwer verwundet, kämpfte aber dennoch als Oberst in der Völkerschlacht bei Leipzig mit und nahm dann am Feldzug von 1814 bis zum Pariser Frieden teil. Im Jahre 1814 wurde er zum Wiener Kongress entsandt, doch schon im März 1815 wurde er Generalquartiermeister der Armee des Generals Blücher. In dieser Funktion diente er im Feldzug von 1815.
Nach dem Krieg diente Grolman in der Topographischen Abteilung des Generalstabes. Er avancierte zum Generalmajor und Chef des Generalstabes (damals noch 2. Departement des Kriegsministeriums). Doch schon im Jahre 1819 verließ er die Armee unter dem Druck der Restauration der preußischen Monarchie. Dabei erhielt er nicht einmal eine Pension bewilligt. Er zog in das kleine Dorf Gosda (östlich von Cottbus). Fünf Jahre später bewog ihn Prinz August von Preußen wieder in den aktiven Dienst zurückzukehren. Grolman diente als Generalleutnant und Kommandeur der 9. Division in Glogau. Im Jahre 1830, zur Zeit des polnischen Aufstandes, kommandierte er unter Gneisenau an der preußischen Grenze Truppen. Ende März 1832 wurde er mit der Wahrnehmung der Geschäfte als Kommandierender General des in Posen stehenden V. Armee-Korps beauftragt und am 9. September 1835 zum Kommandierenden General ernannt. Zugleich ernannt ihn König Friedrich Wilhelm III. zum Chef des 6. Infanterie-Regiments. 1837 avancierte er zum General der Infanterie, und anlässlich des Ordensfestes wurde er im Januar 1839 Ritter des Schwarzen Adlerordens. 1843 starb Grolman in Ausübung seines Dienstes.

### Familie
Grolman war zweimal verheiratet. Seine erste Frau wurde am 30. Oktober 1804 in Berlin Sophie von Gerlach (1787–1807), Tochter des Berliner Oberbürgermeisters Carl Friedrich Leopold von Gerlach. Nach ihrem frühen Tod heiratete er am 26. Oktober 1816 in Rentweinsdorf Hedwig von Rotenhan (1796–1864), die Tochter des Freiherrn Siegmund von Rotenhan (1761–1826) und der Antoinette von Lenthe (1778–1806). Aus den Ehen gingen folgende Kinder hervor:
- Louise (1806–1878) ⚭ 15. August 1829 Felix Graf von Stosch (1795–1871)[2]
- Antonie (1818–1832)
- Bertha (1820–1836)
- Sophie (1821–1901) ⚭ 15. Mai 1848 in Berlin Ulrich Freiherr Prätorius von Richthofen (1814–1878) (Bruder von Karl von Richthofen)[3], Eltern von Wolfram von Richthofen
- Adelheid (*/† 1823)
- Carl (1824–1895), preußischer Oberstleutnant a. D., Landgerichtspräsident in Neiße ⚭ 7. Mai 1847 in Bonn Geraldine Freiin von Steinäcker (1828–1896), Tochter des Generals der Infanterie Friedrich von Steinaecker
- Adolf (1826–1827)
- Wilhelm (1829–1893), preußischer General der Infanterie ⚭ 12. Juli 1864 in Berlin Elisabeth von Block
- Julius (1831–1835)
- Julie (*/† 1831)

## Erinnerung
Mit Boyen trat er für die Befestigung Ostpreußens ein. Nach Grolman war eine Bastion der Fortifikationsbauten Königsbergs zwischen Königstor und Roßgärter Tor benannt.
Ab 1889 führte ein zuletzt in Osterode stationiertes Regiment den Namen Infanterie-Regiment „von Grolman“ (1. Posensches) Nr. 18. In der Festung Posen trug ein Fort bis 1918 Grolmans Namen.
Die Grolmanstraße in Berlin-Charlottenburg, die von der Uhlandstraße über den Savignyplatz bis zur Goethestraße führt, wurde 1874 nach ihm benannt.

## Schriften
Grolman trug wesentlich zu zwei von Carl von Damitz veröffentlichten Werken bei:
- Geschichte des Feldzuges von 1815 in den Niederlanden und Frankreich. (2 Bände, Berlin 1837–38). Band 1, Band 2
- Geschichte des Feldzuges von 1814 in dem östlichen und nördlichen Frankreich bis zur Einnahme von Paris. (4 Bände, Berlin 1842–43) Band 1, Band 2, Band 3a Band 3b